# كريبتو.كوم
كريبتو.كوم (بالإنجليزية: Crypto.com) هي شركة تبادل أو بورصة للعملات الرقمية مقرها في سنغافورة، في مايو عام 2022 أصبح لدى الشركة 50 مليون عميل و 4000 موظف. العملة المشفرة الرسمية للمنصة هي كرونوس (Cronos).

## التأسيس
تأسست الشركة من قبل بوبي باو وجاري أور وكريس مارساليك ورافائيل ميلو في عام 2016 باسم "موناكو". تمت إعادة تسمية الشركة باسم (Crypto.com) بعد شراء نطاق مملوك لباحث التشفير والأستاذ مات بليز في عام 2018، قدر بائعو النطاقات النطاق بمبلغ 5-10 ملايين دولار أمريكي.